# 互補脫氧核醣核酸

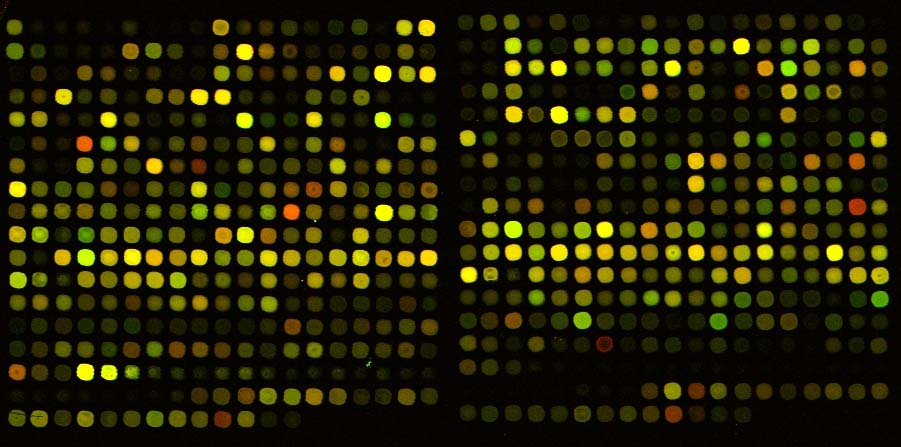
從在測試中使用cDNA DNA微陣列的輸出。

互補DNA（英語：complementary DNA，缩写）是一種利用逆轉錄酶，以RNA（通常是mRNA）為模板做成的複製品，經常用來將真核生物的基因（以mRNA形式）複製到原核生物細胞中。

一个cDNA可含有一个或多个mRNA，含有許多來自不同基因的mRNA的cDNA稱為cDNA基因庫（cDNA library)

cDNA克隆的关键环节是以mRNA为模板利用逆轉錄酶合成cDNA。

## 用途
逆转录PCR过程中，RNA单链会被逆转录为cDNA之后通过PCR进行复制。

## 外部連結
- Functional Annotation of the Mouse database
- H-Invitational Database